# Nickelback
Nickelback je kanadski rock sastav. Osnovali su ga u Hanni Chad Kroeger, Mike Kroeger, Ryan Peake i tadašnji bubnjar Brandon Kroeger, kojeg kasnije zamjenjuje Daniel Adair. Ime sastava dolazi još iz dana kad je Mike Kroeger radio u lokalnom kafiću pa je, vraćajući mušterijama ostatak, govorio "Here's your nickel back" (Evo vam vaš ostatak). U Kanadi je sastav potpisao s izdavačkom kućom EMI, a u ostatku svijeta s Roadrunner Records.

## Povijest
Prvo izdanje sastava bio je EP (extended play, tj. kraći album) od 7 pjesama pod imenom Hesher 1996. godine, kada je snimljen i prvi pravi album Curb. "Fly" je pjesma objavljena na oba albuma i ona je prvi singl sastava. Izvođena je samo na lokalnim radio postajama.

Sljedeći je album bio The State, koji je izdan kao nezavisni album. Nickelback je tada potpisao ugovor s kućom EMI i Roadrunner Records. The State je tad ponovno izdan u Kanadi i SAD-u 2000. godine od EMI-a i Roadrunner Recordsa; postao je zlatni u Kanadi i SAD-u.

2001. godine idaju novi album Silver Side Up, koji ih smješta među mainstream - izvođače.
Singl "How You Remind Me" je bio golemi uspjeh, istovremeno na vrhu i kanadskih i američkih top ljestvica. Sljedeći singl s albuma, "Too Bad", također je postigao 1. mjesto na top ljestvicama. Posljednji singl s ovog albuma, "Never Again", također je završio na 1. mjestu na top ljestvicama.

2002., Chad Kroeger radi zajedno s grupom drugih izvođača na temi "Spidermana", pjesmi "Hero".

2003. godine Nickelback izdaje novi album The Long Road. Vodeći singl je bio "Someday".

Nickelbackov 5. studijski album, All The Right Reasons iz 2005. godine dao je pet singlova koji su u SAD-u završili na jednom od prvih 5 pozicija: "Photograph", "Savin' Me", "Far Away", "If Everyone Cared", "Rockstar". Čak 3 od njih su postale top 10 singlovi u SAD-u.

2008. godine izašao je novi album Dark Horse, za koji je vodeći singl trebala biti pjesma "If Today Was Your Last Day", no na kraju su se predomislili pa je to bila pjesma "Gotta Be Somebody". Novi album je pušten u prodaju 18. studenog, a na njemu je radio Mutt Lange.

## Diskografija
- Curb (1996.)
- The State  (2000.)
- Silver Side Up  (2001.)
- The Long Road   (2003.)
- All the Right Reasons  (2005.)
- Dark Horse (2008.)
- Here and Now (2011.)
- No Fixed Address (2014.)
- Feed The Machine (2017.)
- Get Rollin' (2022.)